# Shock Treatment
Shock Treatment es el segundo álbum de estudio de la banda estadounidense The Edgar Winter Group. Fue publicado en mayo de 1974 a través de Epic Records.

## Grabación y producción
Shock Treatment se grabó en los estudios The Record Plant, en la ciudad de Nueva York, por el ingeniero de audio Shelly Yakus. Shock Treatment cuenta con Rick Derringer, quien no sólo repite su papel como productor, sino que ahora también aparece como miembro de la banda. El álbum tardó 18 meses en realizarse, supuestamente debido al “deseo por parte de los cuatro miembros de la banda de grabar un álbum de estudio que exprese mejor su desarrollo musical”.

## Lanzamiento y promoción
Steve Paul, presidente de Organic Mngmt., anunció el lanzamiento de Shock Treatment en la edición del 18 de mayo de 1974 de la revista Cash Box. El álbum recibió una de las campañas de merchandising-marketing más extensas y de mayor alcance jamás emprendida por C.B.S., dirigida por Ron Alexenberg, vicepresidente de Epic Records, y supervisada por Jim Terrell, vicepresidente de ventas. Las tiendas fueron proporcionadas con grandes serpentinas para informar a través de recordatorios que la tienda estaba “Ahora en Shock”. También se proporcionó un expositor tridimensional único, destacando el catálogo completo de Edgar Winter, así como el álbum de Blue Sky de Rick Derringer, All American Boy (1973).

## Recepción de la crítica
Un escritor no especificado de la revista Cash Box declaró: “Con un poder explosivo que recuerda al de un tren de carga fuera de control, [The Edgar Winter Group] irrumpe con un LP cargado con esa marca distintiva de rock 'n' roll que los llevó a la cima del montón en el pasado... El trabajo de Rick Derringer en el LP es nada menos que sorprendente, pero eso no es inusual para él”. La revista Billboard lo nombró una selección “Spotlight” y un crítico no especificado indicó: “Winter es sobresaliente en teclados, sintetizador y saxofón y es un vocalista más que capaz en los cortes que maneja como solista. El miembro del grupo Dan Hartman, quien escribió la mayoría de los cortes, es un vocalista y escritor verdaderamente sobresaliente, mientras que Rick Derringer toca su guitarra habitual y realiza las tareas de producción”.

## Lista de canciones
Todas las canciones escritas y compuestas por Dan Hartman, excepto donde esta anotado. 
| Lado uno |                     |                      |          |  |
| N.º      | Título              | Escritor(es)         | Duración |  |
| 1.       | «Some Kinda Animal» |                      | 3:05     |  |
| 2.       | «Easy Street»       |                      | 4:13     |  |
| 3.       | «Sundown»           |                      | 3:25     |  |
| 4.       | «Miracle of Love»   | Edgar Winter Hartman | 3:38     |  |
| 5.       | «Do Like Me»        | Winter               | 4:48     |  |

| Lado dos |                                      |              |          |  |
| N.º      | Título                               | Escritor(es) | Duración |  |
| 1.       | «Rock & Roll Woman»                  |              | 2:49     |  |
| 2.       | «Someone Take My Heart Away»         | Winter       | 4:08     |  |
| 3.       | «Queen of My Dreams»                 |              | 2:15     |  |
| 4.       | «Maybe Some Day You'll Call My Name» |              | 3:52     |  |
| 5.       | «River's Risin'»                     |              | 3:19     |  |
| 6.       | «Animal»                             | Winter       | 4:53     |  |

## Créditos y personal
Créditos adaptados desde las notas de álbum de Shock Treatment.
| Lado uno 1. «Some Kinda Animal» - Edgar Winter – clavinet - Rick Derringer – guitarra líder, sitar eléctrico - Dan Hartman – voz principal, guitarra rítmica, bajo eléctrico - Chuck Ruff – batería 2. «Easy Street» - Edgar Winter – voz principal, sintetizador ARP, saxofón - Dan Hartman – bajo eléctrico - Chuck Ruff – batería 3. «Sundown» - Edgar Winter – clavinet, Mellotron - Rick Derringer – guitarra líder, bajo eléctrico - Dan Hartman – voz principal, guitarra rítmica y acústica, castañuelas - Chuck Ruff – batería 4. «Miracle of Love» - Edgar Winter – voz principal y coros, clavinet, sintetizador ARP, vibráfono - Rick Derringer – guitarras - Dan Hartman – bajo eléctrico - Chuck Ruff – batería 5. «Do Like Me» - Edgar Winter – voz principal y coros, órgano, sintetizador ARP - Rick Derringer – guitarras, coros - Dan Hartman – coros - Chuck Ruff – batería | Lado dos 1. «Rock & Roll Woman» - Edgar Winter – clavinet, coros - Rick Derringer – guitarras, coros - Dan Hartman – voz principal y coros, bajo eléctrico - Chuck Ruff – batería 2. «Someone Take My Heart Away» - Edgar Winter – voz principal, clavinet, Mellotron - Rick Derringer – guitarra - Dan Hartman – bajo eléctrico - Chuck Ruff – batería 3. «Queen of My Dreams» - Edgar Winter – sintetizador ARP - Dan Hartman – voz principal, guitarras - Chuck Ruff – batería 4. «Maybe Some Day You'll Call My Name» - Edgar Winter – piano, clavinet - Rick Derringer – guitarra - Dan Hartman – voz principal y coros, bajo eléctrico - Chuck Ruff – batería 5. «River's Risin'» - Edgar Winter – clavinet, Mellotron, piano, coros - Rick Derringer – guitarra líder y rítmica, slide guitar, coros - Dan Hartman – voz principal y coros, guitarra acústica, bajo eléctrico - Chuck Ruff – batería 6. «Animal» - Edgar Winter – voz principal y coros, clavinet, sintetizador - Rick Derringer – guitarra, coros - Dan Hartman – bajo eléctrico, autoarpa, coros - Chuck Ruff – batería |

Personal técnico
- Rick Derringer – productor
- Shelly Yakus – ingeniero de audio
- Jimmy Iovine – ingeniero asistente
- Lee Yates – ingeniero asistente
- Lou Schlossberg – ingeniero asistente
- Teresa Alfieri – diseño de portada
- Bill King – fotografía

## Posicionamiento

### Gráfica semanal
| Gráfica (1974)                            | Pico de posición |
| ----------------------------------------- | ---------------- |
| Canadá (RPM Top Albums)                   | 9                |
| Estados Unidos (Billboard Top LPs & Tape) | 13               |
| Japón (Oricon Albums Chart)               | 61               |

### Gráfica de fin de año
| Gráfica (1974)          | Pico de posición |
| ----------------------- | ---------------- |
| Canadá (RPM Top Albums) | 69               |

## Certificaciones y ventas
| País                                                     | Certificación | Ventas   |
| -------------------------------------------------------- | ------------- | -------- |
| Estados Unidos (RIAA)                                    | Oro           | 500 000* |
| *cifras de ventas basadas únicamente en la certificación |               |          |